# Nabis ericetorum
Nabis ericetorum (auch als Heide-Sichelwanze bekannt) ist eine Wanzenart aus der Familie der Sichelwanzen (Nabidae).

## Merkmale
Die Wanzen werden 5,7 bis 6,8 Millimeter lang. Sie haben ziemlich dunkle, rötlich braun gefärbte Hemielytren und einen in der Regel rötlichen Hinterleib. Wie auch bei Nabis rugosus sind die Ausmaße des Pronotums 1,6:1,5 (Breite:Länge). Das zweite Fühlerglied ist etwa so lang wie das Pronotum breit ist. Die Wanzen haben überwiegend zurückgebildete (brachyptere) Flügel, wobei die Hemielytren knapp vor dem Hinterleibsende enden. Es gibt allerdings nicht selten auch Individuen mit voll entwickelten (makropteren) Flügeln. Diese Tiere können, wenn sie untypisch blass gefärbt sind mit Nabis ferus und Nabis pseudoferus verwechselt werden.

## Vorkommen und Lebensraum
Die Art hat ihren Verbreitungsschwerpunkt im vom Atlantik beeinflussten Klimabereich und kommt in Nord-, West- und Mitteleuropa und östlich bis ins zentrale und nördliche Russland vor. Im Mittelmeerraum tritt sie nur auf der Iberischen Halbinsel auf. In Deutschland tritt sie überall auf, wird aber nach Osten und Süden viel seltener. In Norddeutschland kann sie an günstigen Orten häufig sein. In Österreich ist die Art vor allem im Westen und Süden verbreitet, aber überall selten. Sie steigt in den Alpen bis etwa 1000 Meter Seehöhe.
Besiedelt werden Calluna-Standorte, wo sowohl die Nymphen, als auch die Imagines durch ihre Färbung gut getarnt sind. Man findet die Art sowohl auf trockenen Calluna-Heiden mit Sandböden, als auch in feuchten Moorheiden.

## Lebensweise
Nabis ericetorum lebt am Boden und in der Zwergstrauchschicht und ernährt sich unspezifisch von verschiedenen Beutetieren, wie Schmetterlingsraupen, den Larven des Heideblattkäfers (Lochmaea suturalis), Zikaden, wie etwa der Heidezikade (Ulopa reticulata) und verschiedenen Wanzen, wie etwa Orthotylus ericetorum. Die Überwinterung erfolgt als Imago, wobei die Tiere auch während des Winters manchmal aktiv werden können. Die Paarung findet ab September und ab April statt. Die Weibchen stechen ihre Eier überwiegend in der ersten Maihälfte in die Halme von Gräsern, aber vermutlich auch in Besenheide (Calluna vulgaris) und Glocken-Heide (Erica tetralix) ein. Die Nymphen kann man von Ende Mai bis September beobachten, adulte Wanzen treten das ganze Jahr über auf, wobei die überwinternden Tiere ab Mitte Juli weitgehend verschwunden sind. Ab etwa Mitte August treten die Imagines der neuen Generation auf.

## Belege